# 五十嵐潤
五十嵐 潤（いがらし じゅん）は、日本のAV女優。

## 略歴・人物
2017年5月、SODクリエイトの「本物人妻」レーベルの専属女優としてデビュー。
理科教師として働く61歳の熟女系のAV男優。

## 出演作品

### アダルトDVD
2017年
・そんなにマイクでイかせないで//❤耳毛が生えまくりの【三連発】FANTA
- 火を眺めていると頭がボーっとする・・・もう我慢できない・・・「ファイアーマスターベーション」
- 明日への活力が湧いてくる。こんな奥さんが欲しかった… 五十嵐 潤 37歳 AV DEBUT（5月3日、SODクリエイト）
- 明日への活力が湧いてくる。こんな奥さんが欲しかった… 五十嵐 潤 37歳 第2章 会社と旦那に嘘をつき背徳感で燃え上がる14時間 見知らぬち○ぽでイキまくること計109回（6月1日、SODクリエイト）
- 明日への活力が湧いてくる。こんな奥さんが欲しかった… 五十嵐 潤 37歳 第3章 あまりの快感に我を失い旦那にも許していない人生初の生中出しに悶え続ける（7月6日、SODクリエイト）
- 明日への活力が湧いてくる。こんな奥さんが欲しかった… 五十嵐潤 37歳 最終章 イってもイってもまだ足りない真正生中出し 2発・3発・8発 計13発（3月10日、SODクリエイト）
- SODロマンス×フランス書院×本物人妻 美熟マンションへようこそ 〜「艶住人」を独り占め〜（9月21日、SODクリエイト）
- 1泊2日10射精・筆おろしサービス付き 「性交付き」温泉女将(37歳)のお仕事（10月5日、SODクリエイト）
- SODファン感謝祭! 人気女優と素人男性が、ガチ恋BBQ! 愛の告白でラブラブ独り占めSEXを手に入れろ! ぜつりんワゴンツアー!(※素人男性7名参加)（10月19日、SODクリエイト）共演:水野朝陽、関根奈美、桜木優希音
- マジックミラー号 「実は膣内でイケないんです…」 心優しい現役ナースさんがマ○コで射精することの出来ない男性を真正中出しでお悩み解決!! 3（11月2日、SODクリエイト）※「ともか」名義　他出演:まお、はずき、さりな
- COSMOS×SOD 夫に内緒で他人棒SEX 「実は主人の精液も飲んだことないんです」 30歳すぎて初めての精飲 五十嵐 潤さん 37歳（11月2日、コスモス映像）
- 「『おばさんを痴漢してどうする気?』男を忘れた美淑女は尻に押しつけられたチ○ポの感触が久しぶり過ぎてバック挿入も拒めない」 VOL.2（11月16日、DANDY）他出演:牧野遥、森下美緒、三上絵理香、池上まひろ
- 寝取られた俺の妻 夫の上司に陵辱され（11月25日、グローバルメディアエンタテインメント）
- 本物人妻9名の未公開プレミアムセックス+本物人妻11名のベストセックス 総集編 2枚組8時間（12月7日、SODクリエイト）他出演:工藤まなみ、今井真由美、前田可奈子、榎本美咲、中村唯、大矢美由紀、坂本すみれ、高木千里、矢口弘美、立花優花
- 初めての女になってあげる（12月19日、ABC）
- SODファン大感謝祭! 歴代専属女優大集合! SODstar2名含む超豪華超人気女優16名と一般募集素人ファンによる夢の大乱交! 1泊2日!総発射数72発 射精無制限 ぜつりんバスツアー 2(※素人男性18名参加)（12月21日、SODクリエイト）共演:古川いおり、桐谷まつり、佐々木あき、高木千里、涼海みさ、生田みく、月野ゆりあ、水谷あおい、永井みひな、浜崎真緒、なごみ、小谷みのり、神ユキ、蓮実クレア、AIKA
- 息子が母を犯す瞬間（12月22日、グローバルメディアエンタテインメント）

2018年
- SODファン大感謝祭! 裏ぜつりんバスツアー 2 私たちを絶頂させたら敗者復活させてあげる♪ 業界随一の敏感M娘 小谷みのり 永井みひなをイカせまくれ! &本編出演超豪華女優14名の主観Wフェラ×7コーナーも収録!(※素人男性18名参加)（1月11日、SODクリエイト）共演:神ユキ、小谷みのり、永井みひな、古川いおり、桐谷まつり、佐々木あき、高木千里、涼海みさ、生田みく、月野ゆりあ、水谷あおい、浜崎真緒、なごみ、蓮実クレア、AIKA
- 素人妻と童貞くんの筆下ろしドキュメント! ディープキスで火がつき満足するまで止まらない奥様のピストン騎乗位で連続射精!（2月15日、ピーターズ）他出演:小野寺梨紗、池内涼子、君島みお
- 恥ずかしいけど、いっぱい見てください。 五十嵐潤レズ&アナル解禁!（4月13日、ビビアン）共演:阿部乃みく、水野朝陽
- イケナイ人妻 夫の上司と不倫孕ませ調教（4月19日、ドグマ）
- 高身長の球技好きの人妻は、変態行為好きのドMなスポーツママさん（5月10日、センタービレッジ）